# Fièvre de la vallée du Rift
Pour les articles homonymes, voir FVR.
Espèce
La Fièvre de la vallée du Rift  (FVR) est une zoonose virale africaine, affectant principalement les animaux domestiques ruminants et pouvant se transmettre aux humains. Elle se manifeste comme une fièvre, souvent hémorragique chez l'animal et parfois (1 à 3 % des cas) chez l'humain. 
Elle est due à l’espèce de virus Rift Valley fever phlebovirus VFVR qui est rattachée au genre Phlebovirus, de la famille des Phenuiviridae. Chez l'animal, la maladie se transmet par piqûres de moustiques, principalement du genre Aedes.
Chez l'humain, le principal mode de transmission est l'exposition à un animal infecté, ou à un produit animal contaminé. Dans une moindre mesure, la transmission peut se faire aussi par moustiques, de divers genres selon la région.
L'extension de la maladie est liée à des facteurs climatiques et environnementaux induits par les activités humaines. La fièvre de la vallée du Rift fait partie de la liste OMS des 8 maladies infectieuses émergentes à surveiller en priorité.

## Histoire
Une première description probable de la maladie a été faite en 1913 dans la vallée du Rift au Kenya, chez des moutons laineux d'importation.   

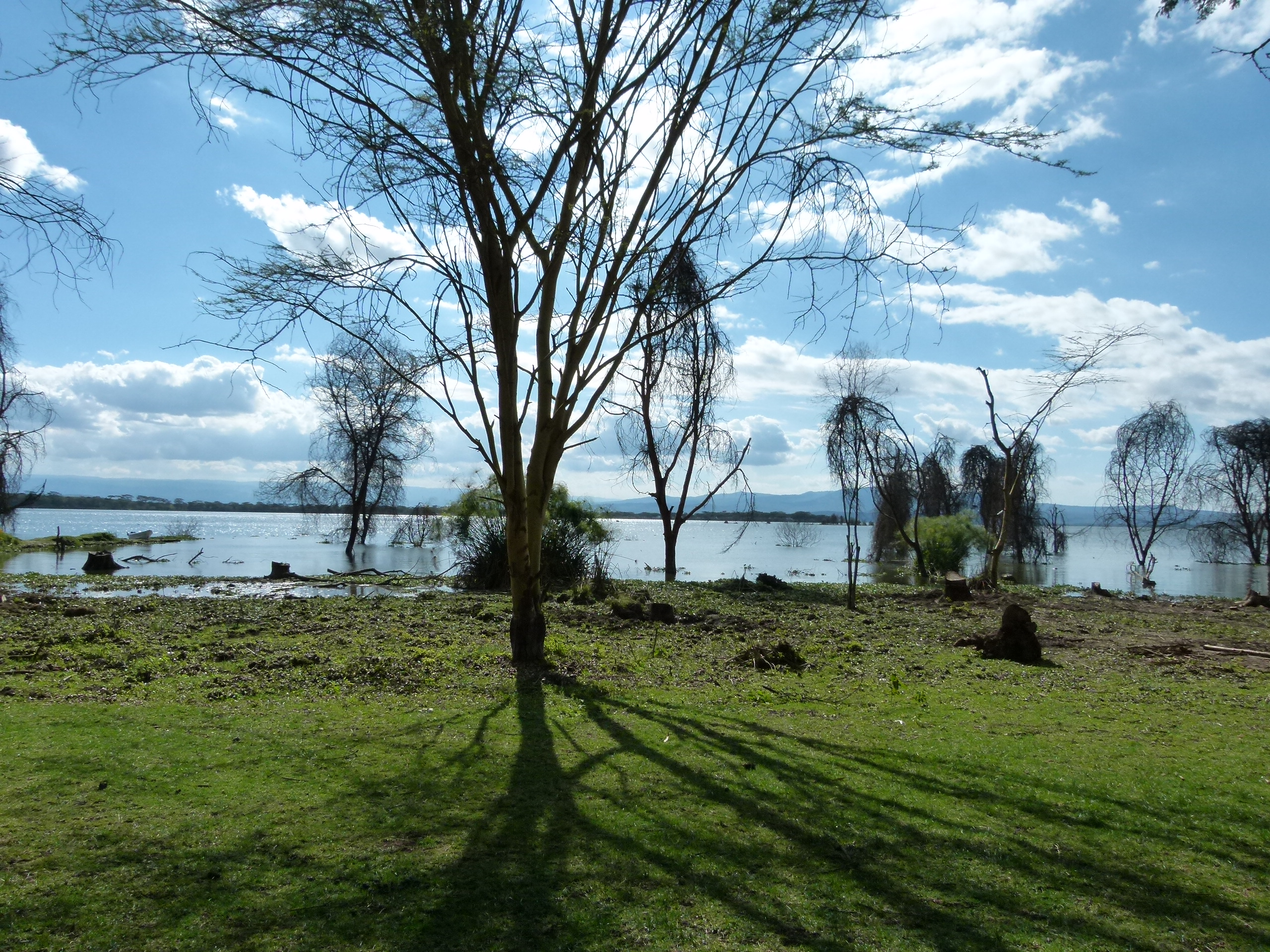
Le lac Naivasha dans la vallée du Rift (Kenya).

La fièvre de la vallée du Rift (FVR) est décrite en 1931, avec plus de précisions dans la même région, près du lac Naivasha. Le virus est isolé en 1934. La maladie touche les ruminants domestiques, en particulier les petits ruminants, jeunes et femelles gravides. Maladie aiguë et souvent mortelle, elle procède par épizooties périodiques, survenant lors des saisons de pluies intenses et prolongées.  
La maladie vétérinaire s'étend à l'Afrique de l'Est, corne de l'Afrique et Afrique australe.   
Les premiers cas humains sont signalés en 1951, en Afrique du Sud, chez des sujets au contact d'animaux morts ou infectés de la maladie. L'infection humaine est considérée jusqu'en 1977 comme rare, occasionnelle et sans gravité particulière (syndrome grippal). Un seul décès avait été enregistré en 1975,.   
En Égypte, durant les années 1977 et 1978, la FVR devient un problème de santé publique, avec des épizooties massives accompagnées d'une épidémie humaine de 18 000 à 40 000 cas et 600 décès,.  
À partir de 1977, le virus se propage par circulation à bas bruit, puis avec flambées épidémiques où les cas mortels ne font qu'augmenter. Il s'étend en Afrique subsaharienne jusqu'en Mauritanie (1987, 1200 cas dont 224 décès). Madagascar est touché en 1979. Au Kenya en 1998, le virus a entraîné le décès de plus de 400 Kényans.   
En 2000, le virus s'étend hors de l’Afrique, dans la péninsule arabique, en Arabie saoudite et au Yémen.  
Pour les épidémies au XXIe siècle, voir la section Principales épidémies.  

## Virologie

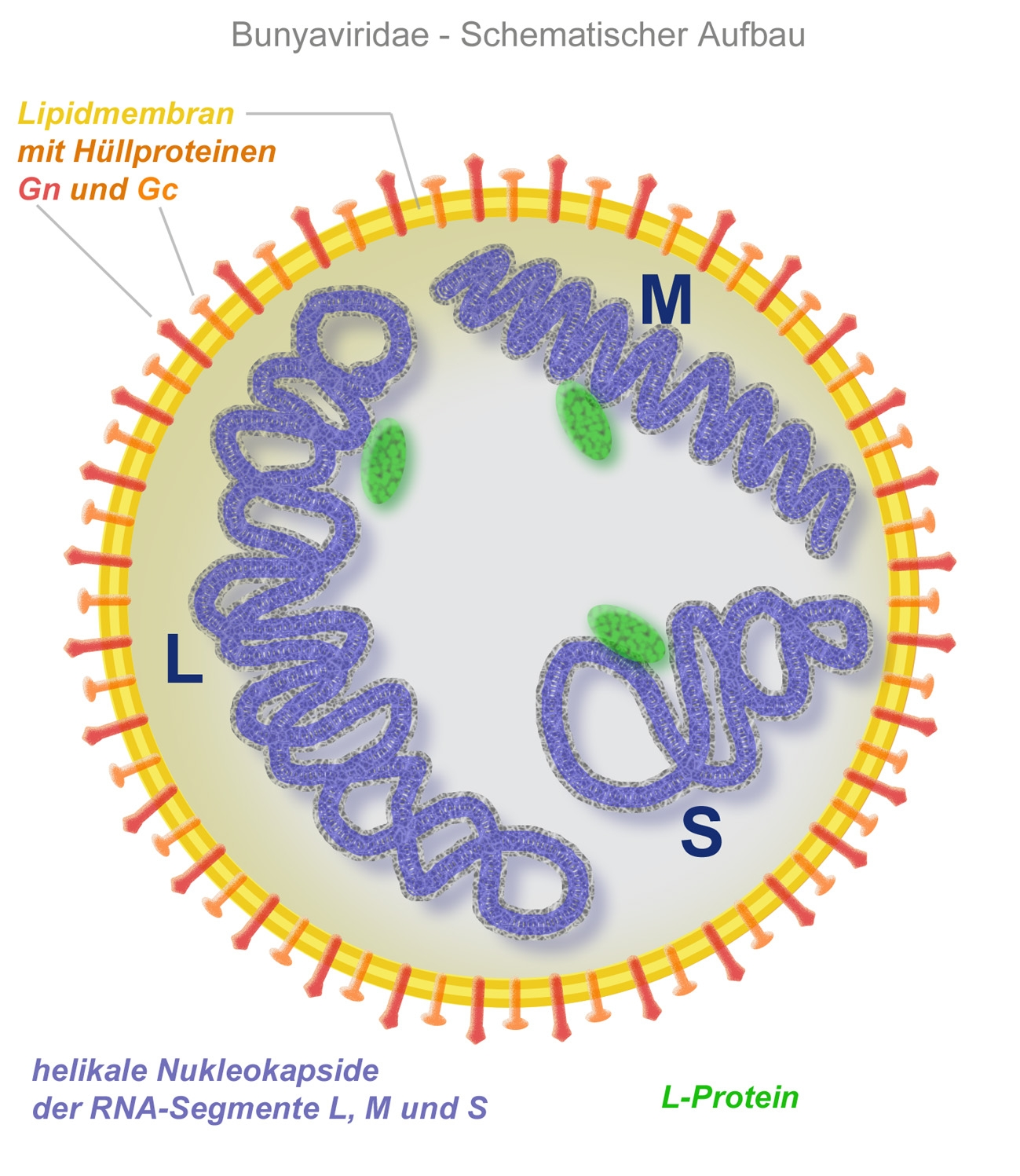
Schéma d'un bunyavirus.

### Structure
Les virions bunyavirus sont des particules enveloppées, à peu près sphériques, d'un diamètre de 70 à 120 nanomètres.
Le virus de la Fièvre de la vallée du Rift est un virus à ARN de polarité négative dont le génome, comme celui de tous les bunyavirus, est constitué de 3 segments à simple brin ou monocaténaire. Le segment L (large) code la protéine L, une polymérase. Le segment M (medium) code des glycoprotéines (Gn et Gc) et une protéine non structurale NSm. 
Comme chez les autres phlébovirus, le troisième segment ou segment S (small) a une organisation ambisens (double polarité, positive et négative). Il code une nucléoprotéine N (polarité négative) et une protéine non structurale NSs (polarité positive),.
La nucléocapside est constituée par la nucléoprotéine N associée aux ARN monocaténaires, formant des ribonucléoprotéines (RNP). Les RNP apparaissent sous forme circulaire dont les extrémités 3' et 5' ont des séquences complémentaires inversées,.
Le virus RVF a sa propre ARN polymerase ARN dépendante. 

### Multiplication
Les virus RVF infectent la cellule-hôte par endocytose via des récepteurs, suivie d'une fusion de membranes, pour libérer des nucléocapsides dans le cytoplasme cellulaire. Toutes les étapes du cycle viral, dont la réplication, ont lieu dans le cytoplasme et, selon le type de cellule, au niveau de l'appareil de Golgi,.
L'analyse séquentielle des souches virales montrent relativement peu de divergences (5 %). On distingue au moins 7 lignées non reliées à une origine géographique, ce qui indique d'importants mouvements régionaux de génotypes. D'autres auteurs distinguent 3 groupes majeurs : Afrique de l'Ouest, Afrique centrale et de l'Est, Égypte.

### Biosécurité
Le virus de la FVR a été envisagé comme arme biologique, du fait qu'il peut infecter l'humain par aérosol infectieux. Des recherches ont été menées dans ce sens, durant la guerre froide, en ex-Union soviétique, aux États-Unis (1954-1973), au Canada et au Japon. Toutefois, les experts sont en désaccord sur la réelle capacité de ce virus à devenir agent de bioterrorisme ou d'agroterrorisme,.
Le virus est classé selon le niveau 3 de danger biologique (sur une échelle de 4) et son transport ou manipulations nécessitent des moyens et laboratoires de niveau correspondant. 

## Réservoirs et vecteurs
Le virus alterne entre moustiques et mammifères, dans un ensemble complexe de cycles influencés par des facteurs climatiques.

### Cycle enzootique

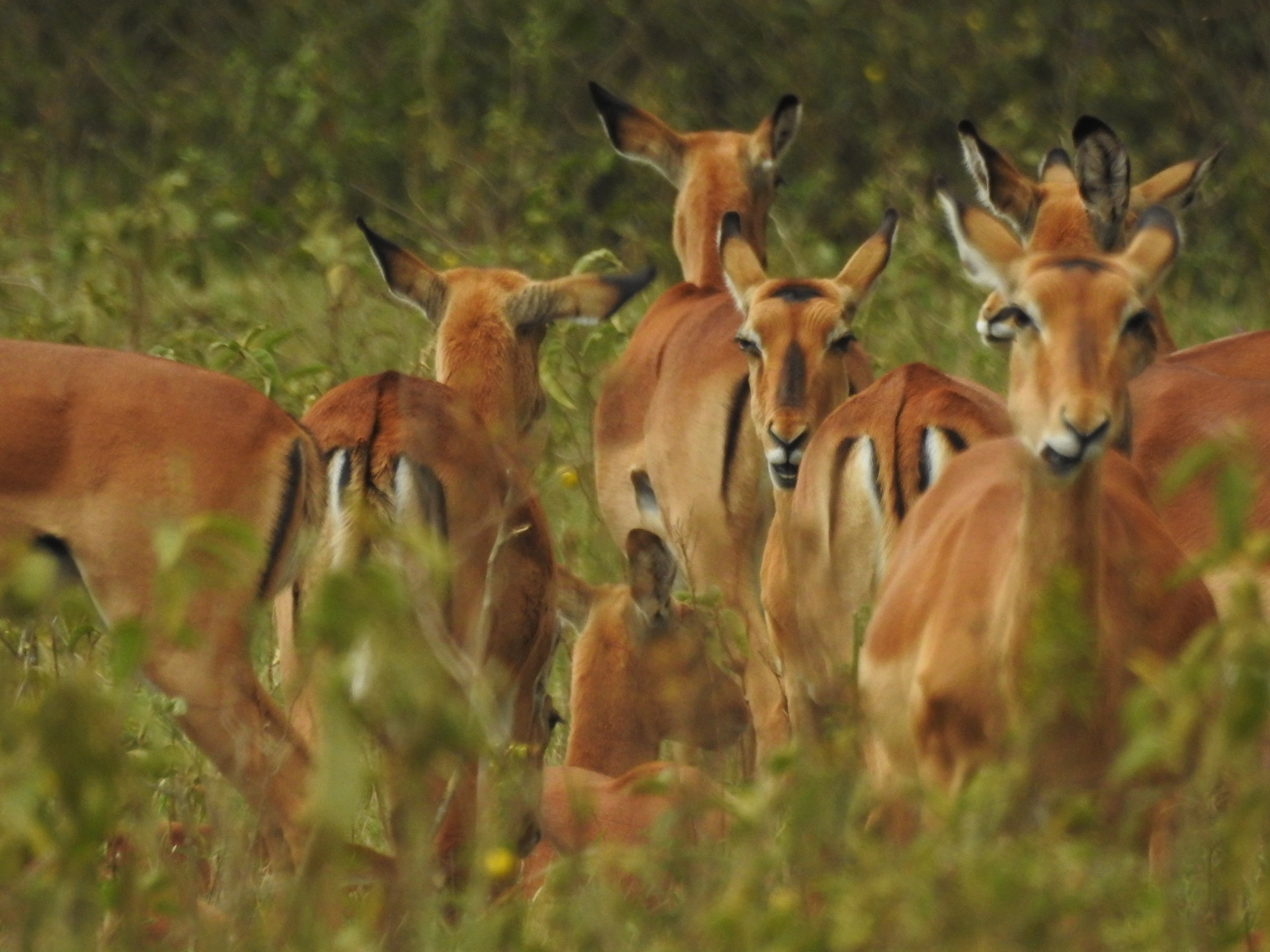
Gazelles de la vallée du Rift.

En milieu naturel d'origine, les moustiques du genre Aedes sont à la fois réservoirs et vecteurs. Ils sont réservoirs car le virus se maintient par transmission ovarienne. Les œufs sont pondus infectés, et résistent à la dessiccation en saison sèche. Quand vient la saison des pluies (pluies habituelles), les œufs éclosent dans les étendues d'eau. 
En Afrique centrale et de l'Est, cette situation est favorisée par des formations géologiques particulières, les dambos, dépressions du sol qui se remplissent d'eau à la saison des pluies, et qui forment un écosystème propice aux moustiques Aedes. 
Les nouveaux moustiques sont alors infectés avant même leur première piqûre, et deviennent vecteurs efficaces. En zone d'enzootie, le virus circule à bas bruit chez les mammifères sauvages, ne produisant pas ou peu de symptômes. De nombreux mammifères sauvages africains ont été trouvés sérologiquement positifs :  rongeurs et chauve-souris, buffles et gazelles, rhinocéros et éléphants, lions… Mais leur rôle d'agent amplificateur du virus n'a pas été démontré.

### Cycle épizootique

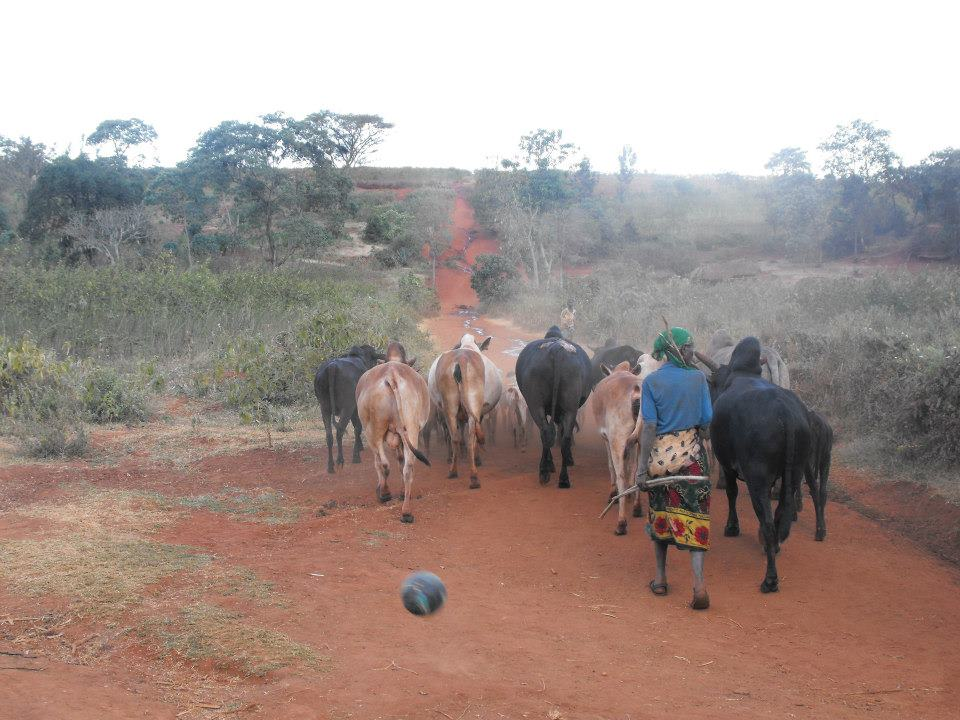
Troupeau domestique dans la vallée du Rift (Tanzanie).

Il se produit lorsque la saison des pluies est forte et prolongée (en lien avec le phénomène El Niño) et qu'il existe une présence importante de ruminants domestiques. La population accrue de moustiques infectés introduit le virus dans les troupeaux domestiques. Les petits ruminants (moutons, chèvres...) sont les plus sensibles. La fièvre de la vallée du Rift apparait alors comme une zoonose grave et mortelle.
Les formes les plus sévères touchent surtout les femelles gravides (30 à 50 % de mortalité, et 100 % d'avortements) et les plus jeunes comme les agneaux (fièvre hémorragique, mortalité de 90 % en 36 heures). Le gros bétail est relativement plus résistant (mortalité de 5 à 10 % chez les adultes, et de 20 % chez les veaux).
Il n'existe pas de transmission directe d'animal à animal, la transmission se fait par l'intermédiaire de moustiques.
Ces hôtes domestiques sont des hôtes amplificateurs, le virus se multiplie jusqu'à atteindre une virémie suffisante pour être transmissible par d'autres moustiques susceptibles de communiquer la maladie à d'autres animaux, y compris l'humain.

### Cycle épidémique
La maladie humaine apparait au cours d'épizooties. Le mode principal de transmission est le contact direct avec des produits animaux contaminés (manipulations de carcasse, de produits d'avortement…) ou par inhalation d'aérosols infectieux (exposition à un animal infecté lors de l'abattage).

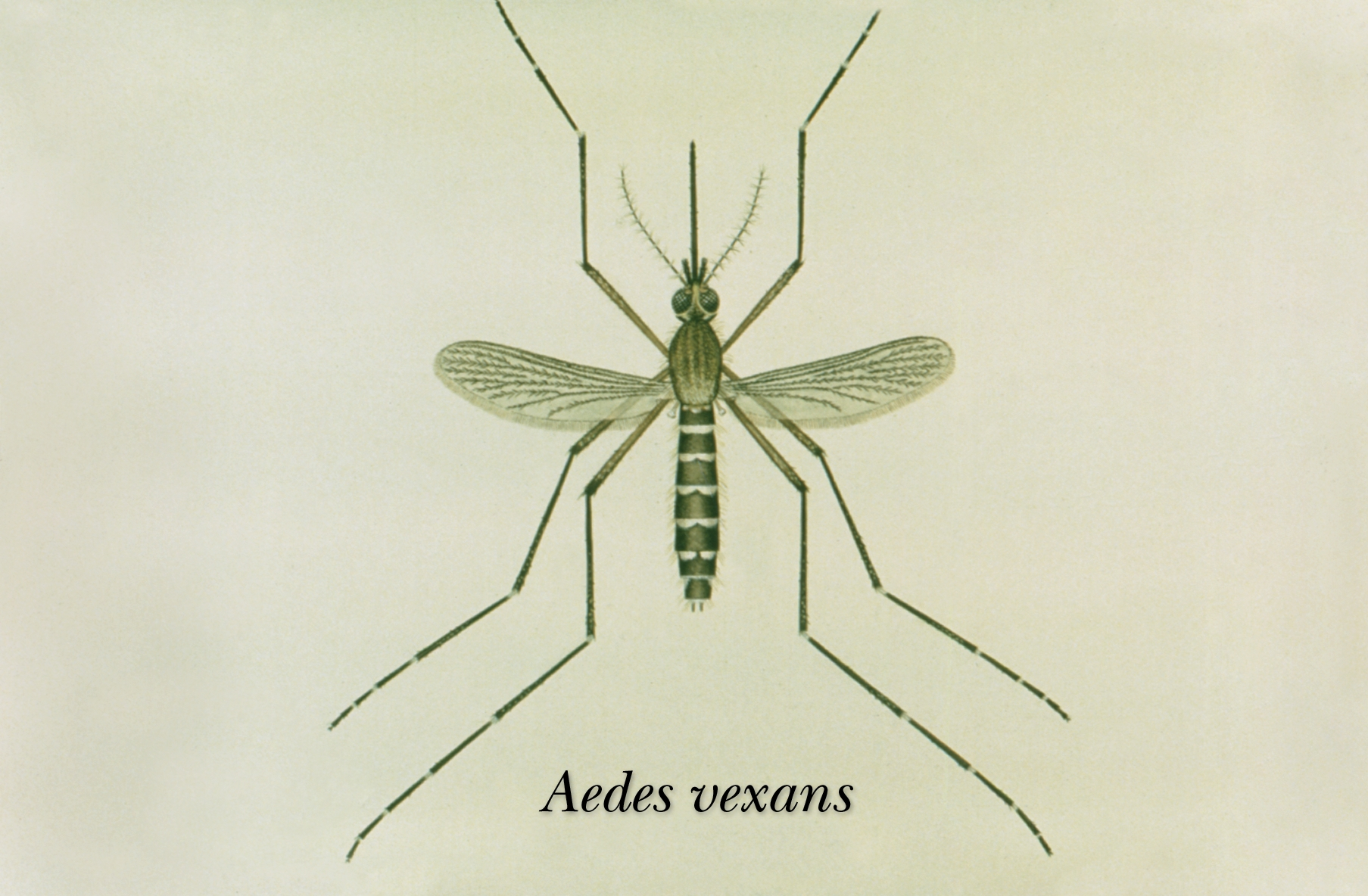
A. vexans comprend deux sous-espèces : A. v. arabiensis (Afrique) et A. v. vexans (zones tempérées).

Il existe aussi, secondairement, un mode de transmission par moustiques. Plus d'une trentaine d'espèces sont impliquées : outre le genre Aedes, on trouve aussi les genres Anopheles, Culex et Mansonia. Par exemple Culex pipiens (Égypte 1977), Culex poicilipes (Mauritanie 1998), Aedes vexans (Péninsule arabique 2000).
Le virus a été aussi isolé d'autres arthropodes comme les tiques, mouches et moucherons (phlébotome, simulie...), mais le rôle biologique de vecteur n'a pas été démontré,.
Il n'existe pas de transmission directe inter-humaine, mais quelques cas de transmission de la mère à son fœtus ont été constatés. Une contamination digestive par consommation de lait cru d'animal infecté est possible.
Aucune flambée épidémique de FVR en milieu urbain n'a été mise en évidence (à la date de février 2018).

## Maladie émergente
En 2015, l'OMS dresse une liste prioritaires des 8 agents pathogènes émergents dont on craint d'éventuelles épidémies dans un futur proche. Le virus de la FVR en fait partie avec Ebola, Marburg, Lassa, Crimée-Congo, Nipah, MERS, et SARS.
La FVR fait l'objet de dispositions de surveillance et d'actions dans le cadre des règlements de l'OMS, et de l'OIE.

### Origine
Les données phylogénétiques suggèrent que les virus FVR dérivent d'un ancêtre commun relativement récent, déjà présent en Afrique de l'Est dans les années 1880-1890. Cela renforce l'hypothèse selon laquelle la maladie serait liée à la colonisation de l'Afrique de l'Est, avec introduction de troupeaux européens sensibles dans un environnement africain.
Apparue au Kenya ou originaire de cette région, la FVR a gagné en quelques décennies presque tous les pays africains, y causant localement d'importantes épizooties et épidémies. La rapide extension de son aire de répartition, sa sortie hors d'Afrique, et la présence de moustiques vecteurs connus ou potentiels dans les zones encore indemnes, en font un bon candidat pour une maladie émergente en zone tempérée (Europe méditerranéenne, États-Unis...),,.
L'humain et ses animaux domestiques sont très sensibles au virus de la FVR. Lorsqu'ils entrent accidentellement dans le cycle naturel du virus (moustique-animaux sauvages), ils présentent une amplification très importante de la virémie, avec de nouvelles espèces de moustique transmetteur possible. De plus les activités humaines, de façon directe ou indirecte, peuvent favoriser la multiplication des moustiques vecteurs ; de même le commerce et le transport international de bestiaux sont susceptibles d'introduire la maladie (cas de l'Arabie saoudite en 2000-2001, à partir d'importations provenant d'Afrique de l'Est).

### Facteurs d'émergence

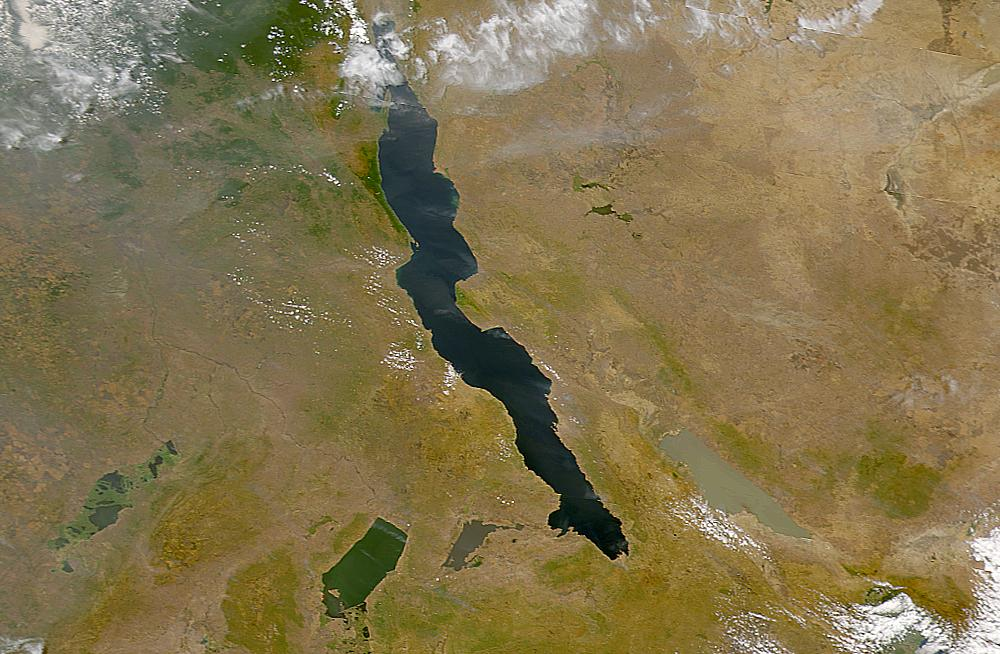
Image satellitaire des lacs de la vallée du Rift, prise par SeaWiFS. Les variations de couleurs des eaux indiquent des activités biologiques.

Les plus importantes épizooties et épidémies de FVR sont toujours survenues à la suite de perturbations environnementales. Ainsi les premières épidémies graves (Égypte 1977) ont été reliées à la mise en service du barrage d'Assouan, créant des retenues d'eaux favorables au développement des moustiques, il en est de même pour le barrage de Diama (Sénégal 1987),. L'influence du barrage de Diama est cependant débattue par les spécialistes.
Les risques de flambées sont liées aux conditions climatiques : une corrélation étroite a été observée avec les périodes de précipitations supérieures à la moyenne, en Afrique et dans la Péninsule arabique. Le contexte de réchauffement climatique joue particulièrement en Afrique de l'Est, où les épidémies sont associées aux phases de réchauffement liées au phénomène El Niño provoquant de graves inondations (Corne de l'Afrique 1997-1998).
Des modèles de prévision et de système d'alerte précoce ont été mis en place : prévisions météorologiques et climatiques, effets des pluies sur la végétation par imagerie satellitaire.  Ils devraient permettre aux autorités de prendre les mesures nécessaires pour éviter une épidémie imminente,.
Selon une étude de l'EFSA en 2005, le risque d'introduction de la FVR en Europe pourrait se faire par l'importation de bestiaux infectés, avec des scénarios incluant des zones telles que la Camargue en France, ou le delta du Danube en Roumanie, et des moustiques locaux, vecteurs potentiels possibles, tels que Culex pipiens ou Aedes vexans. En principe, toute introduction de ruminants vivants dans l'Union Européenne, en provenance d'Afrique et du Moyen-Orient est interdite, si les pays d'origine n'ont pas la capacité d'un contrôle vétérinaire efficace.

## Clinique

### Chez l'animal domestique
La maladie touche surtout les petits ruminants (mouton, chèvre...), mais de nombreuses espèces domestiques peuvent être atteints : bovins, dromadaires, chevaux...
Les épizooties débutantes se manifestent habituellement par une vague d'avortement inexpliqués. Le taux d'avortement est pratiquement de 100 % chez les brebis pleines ; relativement moins, jusqu'à 85 %, chez les vaches.
Le virus FRV cible surtout les cellules du foie et de la rate, entraînant des hémorragies digestives (le foie produisant les facteurs de coagulation). Chez les sujets les plus jeunes (agneaux, veaux...), une hépatite suraigüe fébrile avec hémorragies massives entraîne rapidement la mort. Chez les animaux adultes, la maladie est relativement moins grave, avec fièvre, jaunisse, hémorragie nasale ou intestinale, mais avec une mortalité de 5 à 20 % pour le gros bétail, et de 30 à 50 %  pour les chèvres et moutons.

### Chez l'humain
L'incubation varie de 2 à 6 jours. Près de 50 % des personnes infectées n'ont pas de symptômes, et près de 50 % ont une forme modérée de type grippal ou pseudo-dengue, dengue-like. De 1 à 4 % de patients évoluent vers des formes graves, compliquées.
Les personnes qui guérissent de la FVR en gardent une immunité naturelle.

#### Formes communes
Habituellement les victimes ne présentent pas de symptômes (forme asymptomatique ou silencieuse). La maladie se manifeste aussi par un début brutal, mais modéré, de type pseudo-grippal (fièvre douloureuse avec maux de tête, myalgies... et des anomalies hépatiques).
Il peut exister une évolution en 2 phases ou courbe de température en « V » : 2 ou 3 jours de fièvre, 1 ou 2 jours de rémission, 2 ou 3 jours de rechute. Cette forme n'est ni grave, ni mortelle, en règle générale, les patients entrent en convalescence 2 à 7 jours après le début de la maladie, mais cette convalescence peut être longue, avec une fatigue de plusieurs semaines.

#### Formes compliquées
Outre l'atteinte du foie (troubles hémorragiques), le virus FRV peut aussi cibler le système nerveux central. Dans une faible proportion de cas, une forme commune peut évoluer vers une forme d'une ou plusieurs des complications suivantes : atteinte oculaire, hémorragique, et neurologique. Selon la gravité des foyers épidémiques, 1 à 3 % des humains victimes de la maladie en meurent.
Jusqu'à 10 % des patients peuvent avoir une atteinte de la rétine (rétinite) : baisse de la vision, points noirs ou aveugles, photophobie, douleurs rétro-orbitaires (des muscles oculomoteurs).  Ces troubles mettent des semaines ou des mois à se résorber, avec séquelles possibles.
Dans un petit nombre de cas (1 à 4 % des cas) la maladie évolue vers une forme plus grave avec hépatite (jaunisse) et Fièvre hémorragique virale sévère (hémorragies cutanées, digestives, urinaires), éventuellement suivis de troubles neurologiques. Ces derniers troubles apparaissent dans un deuxième temps, 5 à 30 jours après le début de la maladie. Il s'agit d'une encéphalite ou méningoencéphalite (inflammation du cerveau et des méninges) : hallucination, désorientation, troubles moteurs (parésie ou paralysies diverses).
Ces formes graves (hémorragiques et neurologiques) ont une létalité importante (de 14 à plus de 50 % en Arabie saoudite 2000),. Elles peuvent laisser des séquelles prolongées, voire permanentes, chez les survivants.

## Diagnostic
Le diagnostic clinique est celui d'un syndrome grippal (douleurs et fièvres), puis d'une fièvre hémorragique virale. Il se base sur la notion de contact avec un animal infecté en situation d'épizootie, aussi la surveillance des troupeaux et le signalement des cas animaux est un élément important du diagnostic des cas humains.
Le diagnostic biologique peut se faire sur prélèvement sanguin, par RT-PCR sur liquide biologique (sang), antigène-capture par ELISA, ou isolement du virus. La détection des anticorps IgM est possible, mais transitoire, après la fin de la virémie (vers la fin de la première semaine). Celle des anticorps IgG persiste des années, et elle est utile pour des études épidémiologiques. 
Ces examens sont toutefois réservés à des laboratoires spécialisés, de référence internationale, comme le Kenya Medical Research Institute (Kenya), ou le Onderstepoort Veterinary Institute (Afrique du Sud). Des tests rapides de diagnostic sont en cours de recherches, et ne sont pas, en 2017, disponibles dans le commerce.

## Principales épidémies auXXIesiècle

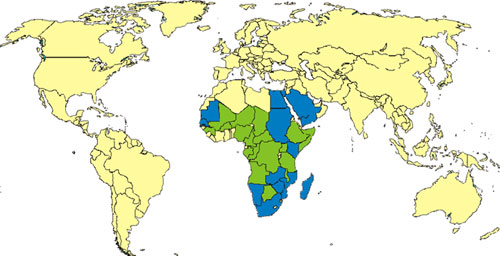
Répartition de la fièvre de la vallée du Rift en Afrique. En bleu, les pays où la maladie est endémique et où surviennent des épidémies importantes de RVF ; en vert, des pays connus pour la survenue de quelques cas, l’isolement épisodique du virus, ou une présence du RVF attestée par des sérologies.

### Épidémies de 2006/07 au Kenya et en Somalie
- En novembre 2006, des cas inhabituellement nombreux de fièvre de la vallée du Rift sont signalés au Kenya. Les victimes étaient originaires de la province du nord-est et de la province de la côte du Kenya, qui avait reçu les mois précédents de fortes pluies, provoquant des inondations et créant des zones humides propices à la reproduction des moustiques qui ont alors probablement plus facilement transmis aux humains le virus du bétail infecté. À la date du 7 janvier 2007, 75 personnes environ étaient décédées et on dénombrait 183 malades encore infectées[18]. Cette épidémie a provoqué la fermeture des marchés à bestiaux, affectant l'économie régionale[19]. 
L’épidémie a été rapportée plus tard dans le district de Maragua et le district de Kirinyaga des régions de la province centrale du Kenya[20]. 
Vers le 23 janvier 2007 des cas avaient commencé à apparaître dans la capitale kényane Nairobi. Un grand nombre d'entreprises présentaient des pertes évaluées comme très importantes du fait qu’une proportion notable de leurs clients évitaient les rassemblements de population où l’on consommait de la viande rôtie que l’on croyait responsable de la transmission de la fièvre.

- Le 20 janvier 2007, l’épidémie en provenance du Kenya avait atteint la Somalie et y cause la mort de 14 personnes dans la région de Lower Jubba[21].

En décembre 2006 et à nouveau en janvier 2007, l'action internationale pour la santé de Taïwan (TaiwanIHA) a commencé à organiser des missions au Kenya   en envoyant des experts médicaux pour aider à la formation du personnel des services de santé et de laboratoire, et en finançant du matériel tel que des pulvérisateurs pour tuer les moustiques. Les Centres pour le contrôle et la prévention des maladies des États-Unis ont également envoyé une mission d’assistance et un laboratoire au Kenya.
Fin janvier 2007, environ 148 personnes étaient décédées depuis le début de l’épidémie en décembre.
Le 14 mars 2007, après avoir dépensé environ 2,5 millions en pour l’organisation d’une campagne de vaccination, le gouvernement kényan a annoncé que les cas RVF avaient diminué très significativement, il a également levé l'interdiction des mouvements de bétail dans les secteurs affectés.

### Épidémies de 2007 au Soudan et à Madagascar
Le 2 novembre 2007, 125 cas dont 60 décès ont été signalés dans plus de 10 localités des États soudanais du Nil Blanc, de Sannar et d'Al-Jazirah. Ce sont de jeunes hommes adultes qui ont été principalement touchés. Plus de 25 échantillons humains ont été reconnus comme positifs pour la RVF par des méthodes de PCR et de test ELISA.
En 2007–2008, l'Est de l'Afrique de l’Est (dont Madagascar) subissent des épidémies de FVR et le virus est retrouvé  sur l'archipel des Comores.

### Épidémie de 2010 en Afrique du Sud
Le 8 avril 2010, le Ministère de la Santé sud-africain a signalé 87 cas d'individus infectés par la fièvre de la vallée du Rift, dont 2 décès dans les provinces de l'État-libre, du Cap-Oriental et du Cap-Nord. La plupart de ces cas ont rapporté avoir eu au moins un contact direct avec du bétail infecté par ce pathogène et/ou étaient liés à des fermes présentant des cas confirmés de FVR chez des animaux. Ces cas humains concernaient donc des agriculteurs, des vétérinaires et des ouvriers agricoles. Tous les cas ont été confirmés comme étant positifs à la FVR par des tests effectués par le National Institute of Communicable Diseases (NICD) à Johannesbourg.
Une épidémie de ce pathogène a également touché des moutons, des chèvres, des bovins et des animaux sauvages dans des fermes situées dans les provinces de l'État-libre, du Cap-Oriental, du Cap-Nord, du Cap-Occidental, de Mpumalanga, du Nord-Ouest et de Gauteng. Au 29 mars 2010, environ 78 exploitations avaient signalé des cas d'animaux infectés par le virus de la fièvre de la vallée du Rift qui ont été confirmés en laboratoire, entraînant une mortalité importante du bétail.
Avant l'épidémie de 2010, des cas sporadiques d'infection par ce virus avaient été documentés en Afrique du Sud. La dernière épidémie majeure de cette maladie chez l'humain s'est produite entre 1974 et 1976, où l'on estime que 10 000 à 20 000 cas ont été enregistrés.

### Épidémie de 2016 en Ouganda
En mars 2016, un boucher du district de Kabale dans l'ouest de l'Ouganda est arrivé dans un hôpital en souffrant de violents maux de tête, de fièvre, de fatigue et de saignements. Il a été diagnostiqué comme positif à la FVR.

### Épidémie de 2018 au Kenya
Le 16 juin 2018, une épidémie de FVR s'est déclarée dans le nord du Kenya. Des soupçons existaient sur 26 cas humains dont 6 décès dans les comtés de Wajir (24 cas) et de Marsabit (2 cas). Seuls 7 cas ont été confirmés comme étant positifs à la FVR. De nombreux décès et avortements ont également été détectés chez des chameaux, des chèvres et d'autres animaux d'élevage dans une plus vaste région du pays.

### Épidémie de 2018-2019 à Mayotte
De novembre 2018 à mai 2019, 129 cas humains confirmés de FVR et 109 foyers animaux ont été signalés à Mayotte. La plupart de ces cas et foyers sont survenus dans le centre et le nord-ouest de l’île principale Grande-Terre.

## Traitement et prévention

### Traitement
Il n'existe pas de traitement curatif spécifique, seuls les traitements symptomatiques sont utilisés. Les médicaments qui interfèrent avec les fonctions hépatiques, rénales et de coagulation sont à éviter.
Historiquement, la ribavarine a été envisagée comme un anti-viral prometteur contre la FVR, mais ce produit a été suspecté de faciliter des complications neurologiques lors de l'épidémie d'Arabie saoudite en 2000. D'autres antiviraux comme le favipiravir sont à l'étude (travaux sur des rongeurs de laboratoire).

### Prévention
En plus des mesures de prévention et contrôles prises au niveau international (notification, règlementations de l'OMS et de l'OIE), les actions de prévention humaine reposent sur, :
- Sensibilisation des populations pour des moyens de protection contre les animaux infectés (gants, masques, lunettes...) et contre les moustiques.
- Limiter la consommation de sang frais, de lait crû ou de viandes peu cuites. Dans les régions d’épizootie, tous les produits animaux (sang, viande et lait) doivent être soigneusement cuits avant d’être consommés.
- information des professionnels de santé sur la maladie et son signalement.
- éducation sanitaire et réductions des risques pour les professionnels de la filière animale.

### Vaccination animale
Elle a pour but non seulement de contrôler les épizooties, mais aussi indirectement de réduire le risque des épidémies humaines. Plusieurs vaccins animaux ont été fabriqués, dont des vaccins inactivés (tués). Bien qu'ils aient un effet protecteur, et ne provoquent pas d’effets nuisibles, ces vaccins nécessitent de multiples inoculations, ce qui les rend problématiques dans les pays où l'enzootie sévit déjà. Dans une telle situation, la vaccination peut devenir dangereuse sans utilisation d'aiguille à usage unique, car cela revient à transmettre la maladie aux animaux et à augmenter indirectement le risque de cas humains. 
À la suite de cette constatation, des vaccins vivants atténués ont été développés. En 1989, un chercheur français, Jean-François Saluzzo, isole un mutant naturel du virus de cette fièvre, appelé Clone 13 et présentant une délétion sur le gène codant la protéine NS : alors que le virus complet comptait normalement cinq gènes et était très virulent, ce virus mutant n'en comptait plus que quatre et se révélait très atténué pour les souris. Son utilisation comme candidat vaccin fut considérée comme prometteuse. 
Cependant, et il en fut de même pour d'autres vaccins vivants atténués, plusieurs problèmes ont été détectés : l’administration aux brebis gravides a provoqué de nombreux avortements, risque de retour à la virulence. 
Des vaccins vétérinaires de nouvelle génération sont à l'étude. En principe, les campagnes de vaccinations animales doivent être ciblées, encadrées, limitées dans l'espace (zones à haut-risque) et dans le temps (avant la survenue de l'épizootie, via une surveillance prévisionnelle),.

### Vaccination humaine
Depuis les années 1960, il existe une vaccination préventive réservée aux sujets à haut risques (travailleurs en laboratoire sur le virus lui-même, vétérinaires exposés à la maladie). Il s'agit d'un vaccin inactivé par formaldéhyde, ni commercialisé, ni homologué.

## Référence biologique
- (en) ICTV : Rift Valley fever phlebovirus  (consulté le 28 février 2021)